# Розенфельд, Семён Моисеевич
Семён Моисеевич Розенфельд (10 октября 1922, Терновка — 3 июня 2019, Реховот) — красноармеец, узник лагеря смерти Собибор, участник восстания 14 октября 1943 года — единственного успешного лагерного восстания в истории Второй мировой войны. Был последним из участников восстания, остававшимся в живых.

## Биография
Родился в 1922 году, в местечке Терновка Винницкой области. После окончания школы в октябре 1940 года был призван в армию. Служил в 150-м тяжёлом артиллерийском полку. В июне 1941 года полк стоял между Минском и Барановичами. В конце июля 1941 года Розенфельд попал в окружение, был ранен, а затем взят в плен.
Находился сначала в Минске, в концлагере СС на улице Широкой, а в сентябре 1943 года вместе с Александром Печерским, Аркадием Вайспапиром и другими евреями-военнопленными был отправлен в лагерь Собибор.
14 октября 1943 года принял активное участие в восстании, в результате которого большая часть узников под руководством Печерского, уничтожив 12 охранников-эсэсовцев, вырвалась на свободу.
До момента освобождения Хелма советскими войсками весной 1944 года Розенфельд с небольшой группой узников скрывался в лесах. В освобождённом Хелме Розенфельд явился в советскую комендатуру, прошёл проверку СМЕРШа и был направлен для дальнейшего прохождения службы в 39-ю гвардейскую стрелковую дивизию. В Познани, в одном из уличных боёв, был ранен. В феврале 1945 года вернулся в строй и участвовал во взятии Берлина. Оставил на стене рейхстага надпись «Барановичи—Собибор—Берлин».
Демобилизовался в октябре 1945 года.
Первая послевоенная встреча узников Собибора, боевых товарищей Печерского, Вайспапира и Розенфельда состоялась в доме Семёна в городе Гайворон в 1973 году, причём Печерский и Розенфельд не встречались до того с 1943 года. Тогда же было решено проводить эти встречи каждые пять лет.
В 1990 году эмигрировал в Израиль, жил в Тель-Авиве. 16 октября 2012 года в Тель-Авиве был открыт памятник Александру Печерскому и посажено именное дерево. Памятник сооружён на территории комплекса социального жилья, где проживал Семён Розенфельд. Министр информации и диаспоры Израиля Юлий Эдельштейн вручил Розенфельду награду со словами, что подвиг Печерского и его соратников не имеет аналогов в истории и является выдающимся примером героизма еврейского народа. Это событие освещалось израильской и российской прессой.
16 мая 2018 года посол Украины в Израиле Геннадий Надоленко вручил Розенфельду украинский Орден «За заслуги» III степени.
Скончался 3 июня 2019 года в больнице «Каплан» города Реховот.

## Документальные фильмы
- 1989 — Восстание в Собиборе — совместный советско-голландский фильм Санкт-Петербургской студии документальных фильмов. Сорежиссёры — Павел Коган и Лили Ван ден Берг (родители Лили погибли в Собиборе). На Фестивале документального кино в Амстердаме фильм получил приз им. Й. Ивенса[7].
- 2010 — Арифметика свободы (реж. Александр Марутян).
- 2013 — Собибор. Непокорённые — документальный фильм ВГТРК для телевизионного канала Россия, премьера состоялась 16 октября 2013 года, к 70-летней годовщине восстания. Фильм Сергея Пашкова[8].

## Художественные фильмы
- 1987 — Побег из Собибора — телефильм, снятый режиссёром Джеком Голдом. Совместное производство Великобритании и Югославии. Поставлен по одноимённой книге Ричарда Рашке.
- 2018 — Собибор — художественный фильм Константина Хабенского, снятый кинокомпаниями «Синема Продакшн» и «Фетисов Иллюзион» при поддержке Фонда Печерского. Поставлен на основе книги Ильи Васильева «Александр Печерский: прорыв в бессмертие». В роли Розенфельда — Гела Месхи[9].